# كلايف غيتس
كلايف غيتس (بالإنجليزية: Clive Gates)‏ هو موسيقي بريطاني، ولد في 11 مارس 1956 في وستمنستر في المملكة المتحدة.